# Randall Bailey
Randall Bailey (* 13. September 1974 in Opa-locka, Florida) ist ein US-amerikanischer Profiboxer, ehemaliger Weltmeister der WBO im Halbweltergewicht und ehemaliger Weltmeister der IBF im Weltergewicht.

## Boxkarriere
Bailey stammt aus Miami und begann im Alter von 14 Jahren im 27th Avenue Police Athletic League Gym in Liberty City mit dem Boxsport. Nach lediglich 19 Amateurkämpfen, wechselte er nach einer zweimonatigen Haftstrafe wegen Waffendelikten, 1996 ins Profilager.
Er gewann seine ersten 18 Kämpfe in Folge durch K. o., davon 12 in der ersten Runde. Daraufhin boxte er am 15. Mai 1999 im Jai Alai Fronton von Miami gegen den Mexikaner Carlos González (Kampfbilanz; 48-3, 42 K. o.) um die WBO-Weltmeisterschaft im Halbweltergewicht, die González durch einen vorzeitigen Sieg gegen den Italiener Giovanni Parisi (36-2) erkämpft hatte. In einem der kürzesten Weltmeisterschaftskämpfe aller Zeiten, gewann Bailey nach nur 41 Sekunden der ersten Runde durch K. o., wobei es sich auch um den bis dahin ersten Niederschlag in der Karriere seines Gegners handelte.
Seine erste Titelverteidigung bestritt er am 11. Dezember 1999 im Grand Casino von Tunica, Mississippi, gegen den Mexikaner Héctor López (40-6), der bereits zweimal um eine Weltmeisterschaft geboxt und noch nie vorzeitig verloren hatte. Bailey gewann auch hier nach Punkten führend (77:74, 78:71, 77:74) durch t.K.o. in der neunten Runde, wobei dies die einzige vorzeitige Niederlage in der Karriere von López blieb.
Am 8. April 2000 verteidigte er den WM-Gürtel im französischen Palais Omnisports de Paris-Bercy, durch einen t.K.o.-Sieg in der siebenten Runde gegen Ray „Rocky“ Martínez (32-3). Der Mexikaner wurde, auf Anraten des Ringarztes aufgrund einer Cutverletzung am linken Auge, nach der sechsten Runde aus dem Kampf genommen. Auch hier hatte Bailey bis zum Abbruch, bei allen drei Punktrichtern deutlich in Führung gelegen (dreimal 60:54).
Am 22. Juli 2000 bestritt er seine dritte Titelverteidigung gegen den Kolumbianer Ener Julio (22-3). In dem ausgeglichen wirkenden Kampf in der American Airlines Arena von Miami, ging Bailey erstmals in der ersten Runde zu Boden, erzielte jedoch ebenfalls einen Niederschlag in Runde 6. Erstmals in seiner Karriere musste Bailey über die vollen zwölf Runden und verlor am Ende durch Mehrheitsentscheidung (115:111, 111:113, 111:114).
Durch vier folgende K. o.-Siege, darunter im Februar 2002 gegen WM-Herausforderer Demetrio Ceballos (24-3), erhielt er am 11. Mai 2002 in San Juan einen Kampf um die vakante WBA-Weltmeisterschaft im Halbweltergewicht. Sein Gegner in diesem Kampf war der Kubaner Diosbelys Hurtado (34-2), der von der WBA auf Platz 2 ihrer Weltrangliste geführt wurde. In diesem technisch sauberen Kampf ging Bailey in der zweiten Runde zu Boden, erzielte jedoch ebenfalls einen kurzen Niederschlag in Runde 6. Nach Punkten in Führung liegend, wurde Bailey jedoch in Runde 7 durch eine Schlagkombination auf die Knie gezwungen, wo er schließlich von Ringrichter Luis Pabón ausgezählt wurde.
Nach einem folgenden K. o.-Sieg gegen einen Aufbaugegner, von der WBO noch auf Platz 7 und der WBA auf Platz 5 ihrer Weltrangliste geführt, bestritt er am 4. Januar 2003 in Washington, D.C. einen WM-Kampf um den WBO-Gürtel im Halbweltergewicht. Der amtierende Weltmeister DeMarcus Corley (27-1), der gegen Bailey seine erst zweite Titelverteidigung bestritt, konnte sich in seiner Heimatstadt jedoch einstimmig nach Punkten durchsetzen (zweimal 117:111, 116:112). Bailey konnte nur in der ersten Runde deutlich überzeugen und hatte in den folgenden Runden Schwierigkeiten mit Corleys Beweglichkeit.
Nach einem folgenden Punktesieg gegen Reggie Strickland (61-247), verlor er am 15. Januar 2004 nach Punkten gegen Ishe Smith (13-0), zudem musste er einen Niederschlag in Runde 2 hinnehmen. Im März 2004 besiegte er noch einen Aufbaugegner vorzeitig.
Am 11. Dezember 2004 boxte er in Las Vegas zum bereits sechsten Mal um die WBO-WM im Halbweltergewicht, war aber gegen den um sechs Jahre jüngeren Titelträger Miguel Cotto (21-0) zweimal am Boden und lag nach Punkten zurück, ehe er aufgrund von Schlagverletzungen an beiden Augen vom Ringrichter in der sechsten Runde aus dem Kampf genommen wurde.
In seinen folgenden sieben Kämpfen blieb er wieder ungeschlagen, wobei er sich unter anderem durch K. o.-Erfolge gegen Santos Pakau (27-1) und Ex-Weltmeister Juan Polo Pérez (46-42) durchsetzte. In einem folgenden Ausscheidungskampf der IBF im Halbweltergewicht gegen den Kanadier Herman Ngoudjo (15-1), waren beide Boxer am Boden; am Ende wurde Ngoudjo zum Sieger durch Mehrheitsentscheidung gewählt.
Im Jahr 2008 besiegte er Anthony Mora (15-1) und Dairo Esalas (31-13) jeweils vorzeitig sowie in einem Rückkampf auch DeMarcus Corley einstimmig nach Punkten, wobei er diesen auch am Boden hatte. In einem IBF-Ausscheidungskampf im April 2009 konnte er sich zudem durch K. o. in der vierten Runde gegen Francisco Figueroa (20-2) durchsetzen.
Somit boxte er am 28. August 2009 in Hollywood, Florida, als Herausforderer um die IBF-Weltmeisterschaft im Halbweltergewicht gegen den rechtsauslegenden Kolumbianer und zweifachen Ex-Weltmeister Juan Urango (21-2). Bailey hatte den Titelverteidiger bereits in der sechsten Runde am Boden, worauf dieser bis 9 angezählt wurde. Darüber hinaus erlitt Urango eine Cutverletzung und eine Schwellung am linken Auge. Bailey hatte jedoch in den späteren Runden Schwierigkeiten sein Tempo zu halten und musste selbst Niederschläge in den Runden 9 und 10 hinnehmen. In der elften Runde schien Bailey konditionell verbraucht und fiel durch Klammern und abknien auf, weshalb seine Ecke den Kampf beendete und Urango dadurch zum Sieger durch t.K.o. erklärt wurde. Nach diesem Kampf wechselte Bailey in die nächsthöhere Gewichtsklasse, das Weltergewicht.
Noch im Dezember 2009 gewann er einstimmig nach Punkten gegen Germaine Sanders (27-7) und kämpfte im März 2010 in Belgien gegen den hier heimischen Jackson Bonsu (31-3); diesen besiegte er durch zwei Niederschläge vorzeitig in der ersten Runde. Beim Kampf gegen den Belgier Said Ouali (27-3) im Dezember 2010, hatte er diesen ebenfalls zweimal am Boden. Nach einer Gegenattacke von Ouali flog dieser aus dem Ring und verletzte sich dabei im Nackenbereich, worauf der Kampf wertungslos beendet wurde. Anschließend gewann er noch im September 2011 einstimmig gegen Yoryi Estrella (10-5) aus der Dominikanischen Republik.
Am 9. Juni 2012 erhielt er in Las Vegas eine Titelchance auf die vakante IBF-WM im Weltergewicht gegen den körperlich größeren und acht Jahre jüngeren Mike „Machine Gun“ Jones (26-0, 19 K. o.) aus Pennsylvania. Nach Punkten im Rückstand, gelang Bailey in der zehnten Runde ein beeindruckender Niederschlag, bei dem es sich um den ersten in Jones’ Karriere handelte. In der elften Runde wurde Jones von einem rechten Aufwärtshaken von Bailey auf die Bretter geschickt. Da Jones nicht mehr auf die Beine kam, brach Ringrichter Tony Weeks den Kampf zehn Sekunden vor Rundenende ab; Bailey wurde zum Sieger durch K. o. erklärt.
Doch schon in der ersten Titelverteidigung am 20. Oktober 2012 in Brooklyn, verlor er den WM-Gürtel durch eine Punktniederlage an Devon Alexander (23-1). Bailey hatte sich in dem Kampf sehr passiv verhalten und versuchte vorwiegend mit seiner Rechten zu landen. Es war der erste WM-Kampf in Brooklyn seit 1931.
Am 23. November 2013 traf er in Tampa auf den Ecuadorianer Humberto Toledo (41-10). Bailey beherrschte den Kampf von Anfang an und setzte Toledo massiv unter Druck, was diesen zu unsportlichem Verhalten veranlasste. In der achten Runde wurde Toledo schließlich nach einem Angriff auf den Ringrichter disqualifiziert und Bailey der Internationale Meistertitel der WBC zuerkannt, weshalb er nun von diesem Verband unter den Top 10 geführt wird.
Anschließend stieg er erst im Juni 2015 wieder in den Ring und besiegte Gundrick King (18-14). Im Oktober 2015 besiegte er Shusaku Fujinaka (12-5) durch K. o. in der siebenten Runde und wurde dadurch Asia-Pacific-Champion der WBO im Weltergewicht. Beim Kampf um die Interkontinentalen Titel der WBO und IBF im Weltergewicht am 27. April 2016 in Brisbane, unterlag er durch Aufgabe nach der siebenten Runde gegen den Australier Jeffrey Horne (13-0). Im Kampfverlauf war zudem beiden Boxern ein Niederschlag gelungen.